# Série 3200 da CP
A Série 3200 foi um tipo de automotora a tracção eléctrica ao serviço das operadoras Sociedade Estoril e Caminhos de Ferro Portugueses na Linha de Cascais, em Portugal.

## História

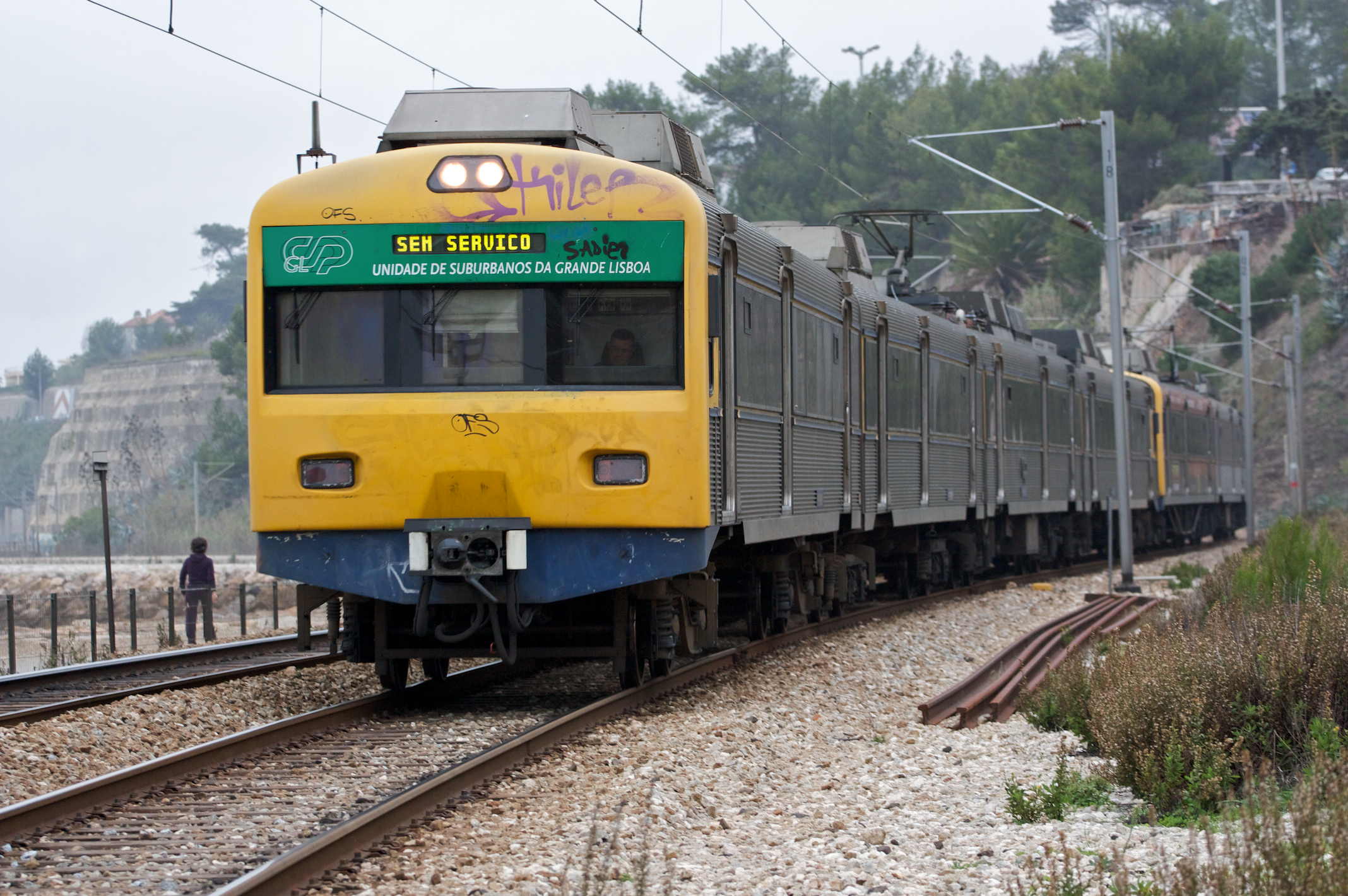
Automotora (Modernizada) da Série 3250, a circular na Linha de Cascais.

### Antecedentes
Na década de 1950, a operadora da Linha de Cascais, a Sociedade Estoril, iniciou um programa de desenvolvimento dos seus serviços, de forma a responder ao acentuado aumento na procura, e ao mesmo tempo melhorar as condições em que estes serviços eram prestados, mantendo-se a par dos progressos técnicos no estrangeiro. Neste sentido, em 1954 a empresa criou um plano de investimentos, centrado principalmente na aquisição de material circulante. Foram consultadas 25 companhias de fornecimento de material circulante, das quais apenas seis participaram no concurso, tendo a proposta mais vantajosa, em termos de tempo e de preços, sido a da empresa SOREFAME - Sociedades Reunidas de Fabricações Metálicas. Desta forma, foi assinado o contrato para o fornecimento com a SOREFAME, no valor de 34 milhões de escudos.

### Entrada ao serviço
A inauguração oficial desta Série deu-se em 13 de Julho de 1959, com a entrada em serviço da primeira automotora; a viagem começou no Cais do Sodré às 20:15, transportando vários representantes da imprensa e convidados, incluindo os Ministros da Economia e das Comunicações. Após a viagem, teve lugar um banquete no Palácio Hotel do Estoril, oferecido pela Sociedade Estoril. A encomenda inicial contemplou apenas a entrega de três automotoras, e de quatro carruagens reboques extras.

### Fim do serviço
Todas as automotoras foram modernizadas, tendo sido reclassificadas nas séries Série 3150 e Série 3250.

## Caracterização
Esta Série era composta por treze automotoras, que circulavam em composição de Unidade Quádrupla Eléctrica, utilizando uma tensão de 1,5 kV em corrente contínua.

## Ficha técnica
- Número de automotoras: 13[2]
- Ano de entrada ao serviço: 1959[3][2][1]
- Fabricante: SOREFAME[3][1]
- Tipo de composição: Unidade Quádrupla Eléctrica[3][2][1]
- Tipo de tracção: Eléctrica[3][2]
- Tensão eléctrica: 1,5 kV em corrente contínua.[3][2]